# Angus Gardner
Angus Ross Gardner (Sydney, 24 agosto 1984) è un arbitro di rugby a 15 australiano, internazionale dal 2011.

## Biografia
Nato e cresciuto a Sydney, inizia gli studi alla Sydney Church of England Grammar School. Qui comincia a giocare a rugby ma, in seguito ad un infortunio, è costretto a passare all'arbitraggio a 15 anni. Prosegue gli studi presso l'University of Technology di Sydney conseguendo la laurea in economia immobiliare nel 2007. Inizia a lavorare come impresario immobiliare. Come arbitro fa il suo esordio internazionale durante l'Oceania Cup del 2011 arbitrando l'incontro tra Papua Nuova Guinea e Vanuatu, vinto 78 a 3 dalla formazione papuana. Il mese successivo si sposa. Viene designato nel mondiale under-20 sia nel 2012 che nel 2014, durante il quale arbitra la semifinale tra Inghilterra e Irlanda, vinta dagli inglesi con il punteggio di 42 a 15. Dal 2012 è arbitro del Super Rugby, torneo in cui è diventato il primo arbitro australiano a superare i 100 incontri diretti nel 2023. Ha anche arbitrato la finale del Super Rugby 2018 tra Crusaders e Lions, vinta 37 a 18 dalla formazione neozelandese.
Viene designato annualmente dal 2016 nel Rugby Championship e nel Sei Nazioni, con eccezione del 2021. Non ha preso parte anche al Sei Nazioni 2020, nonostante fosse stato originariamente designato come arbitro di Galles-Scozia e assistente di Irlanda-Italia, a causa della pandemia di COVID-19 che ha causato lo spostamento di alcuni incontri del torneo.
Il 25 novembre 2018 ha ricevuto il premio "arbitro dell'anno" da World Rugby a Monte Carlo.
Il 7 maggio 2019 viene annunciata la sua designazione come arbitro al mondiale del 2019 in Giappone. Nel torneo viene designato 3 volte come arbitro e 3 come assistente nella fase a gironi, per poi essere designato come assistente nel quarto di finale tra Nuova Zelanda e Irlanda.
Il 10 maggio 2023 viene inserito tra gli arbitri designati a prendere parte al mondiale del 2023 in Francia.